# 格敘爾山
46°30′38.8″N 07°31′11.4″E / 46.510778°N 7.519833°E

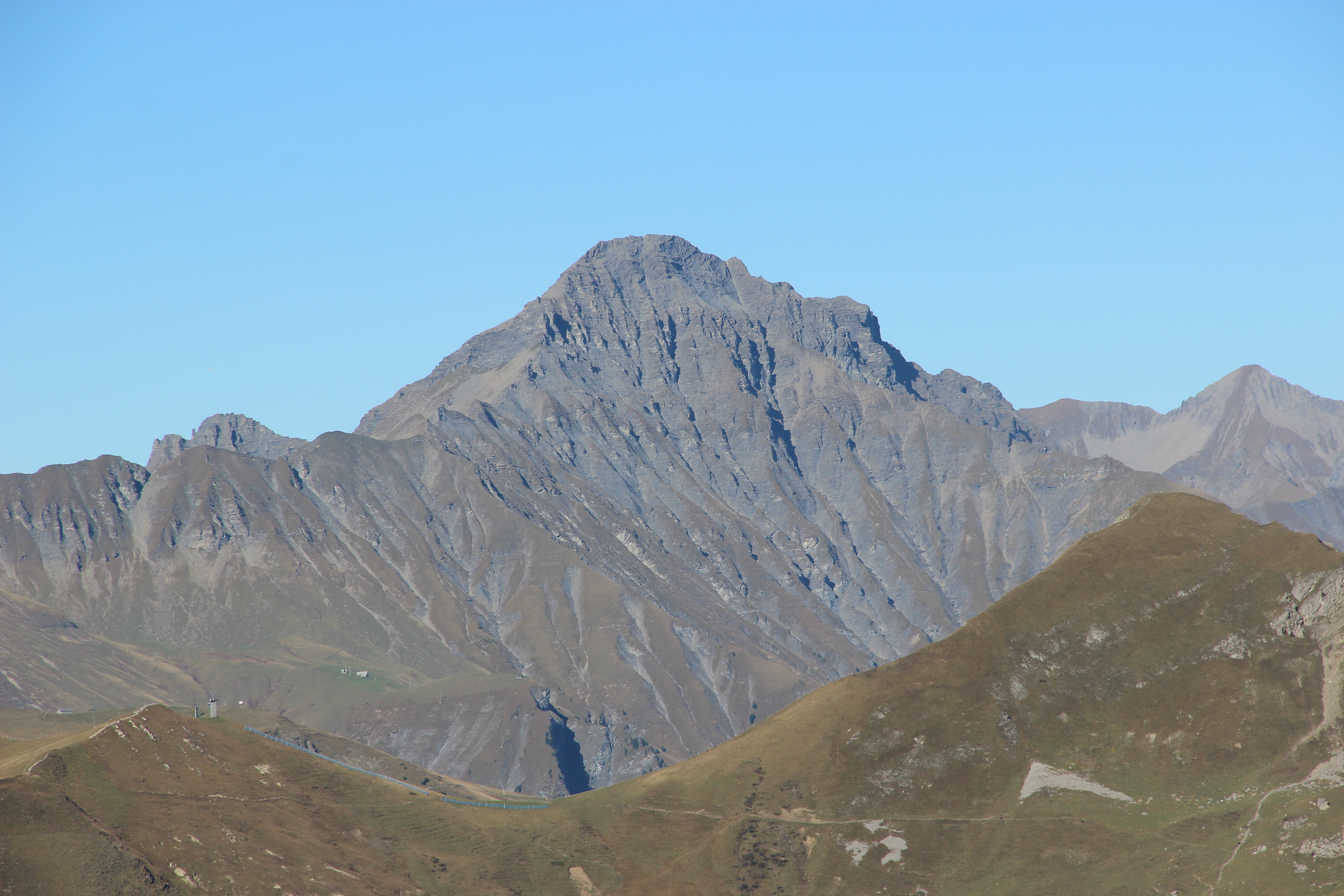

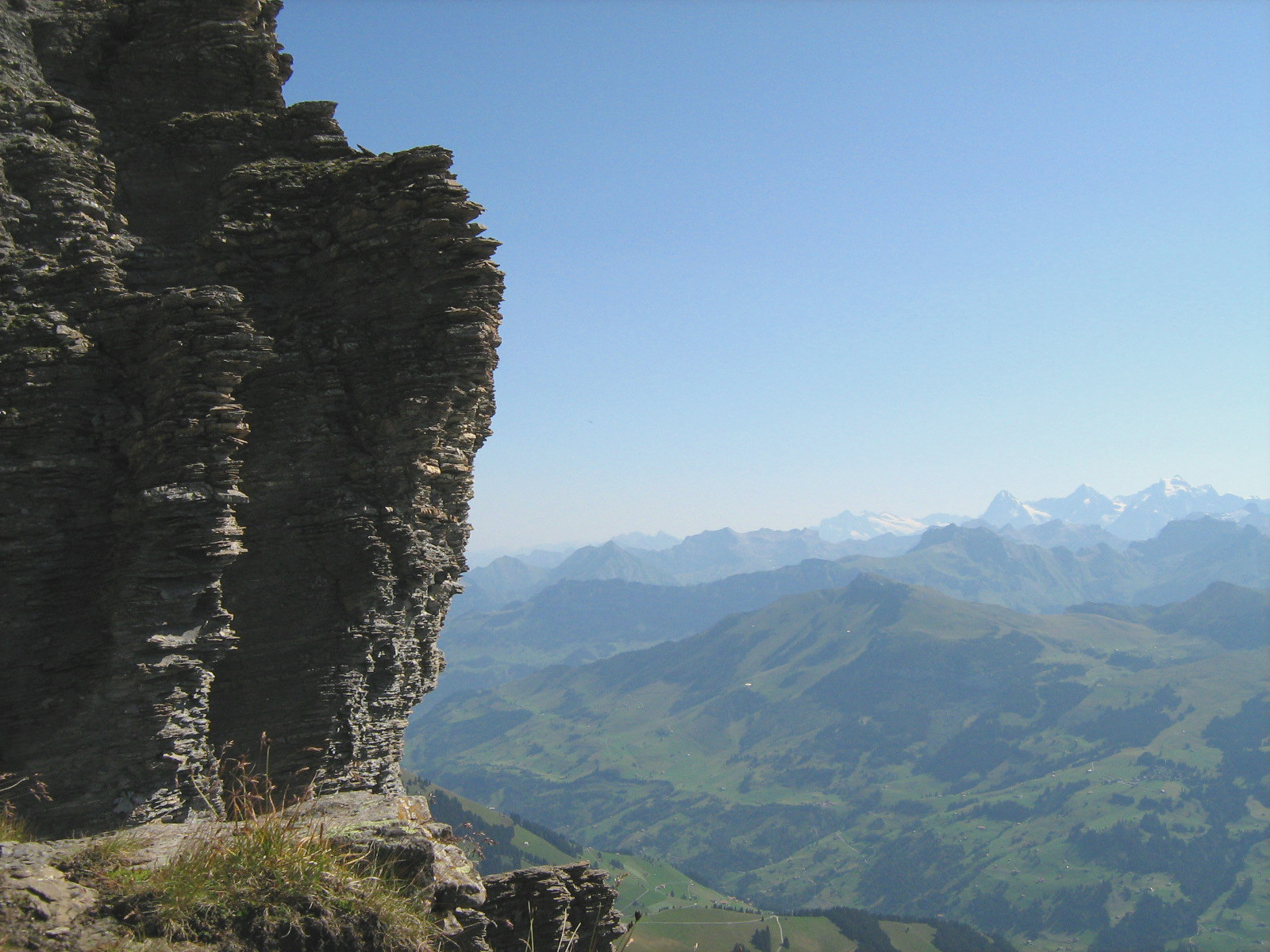

格敘爾山（Gsür），是瑞士的山峰，位於該國中西部，由伯恩州負責管轄，屬於伯爾尼山的一部分，處於迪姆蒂根東南面，海拔高度2,708米，每年平均降雨量1,585毫米。